# Таджиковедение
Таджикове́дение (тадж. Тоҷикшиносӣ; англ. Tajik studies) — междисциплинарная регионоведческая наука, сконцентрированная на комплексном изучении таджиков, их истории, культуры и языка (таджикский и дари), стран где таджики являются коренным народом и проживает большая их часть (Таджикистан, Афганистан, Узбекистан). Таджиковедение является составной и неотъемлемой частью иранистики и важнейшей частью афганистики и памироведения. Основоположником научного таджиковедения и памироведения считается советский востоковед — Иван Иванович Зарубин (1887—1964).

## Таджиковеды
- Семёнов, Александр Александрович
- Расторгуева, Вера Сергеевна
- Зарубин, Иван Иванович (иранист)
- Гафуров, Алим Гафурович — таджикский ономатолог
- Неменова, Розалия Львовна /1908-1988/
- Эдельман, Джой Иосифовна
- Ричард Нельсон Фрай
- Ричард Фольц
- Арсений Вокнар
- Авакулов

## Центры
Центры таджиковедения в основном расположены в высших учебных заведениях постсоветского пространства, а также в некоторых странах дальнего зарубежья. В остальных странах таджиковедение включается в состав иранистики и почти не изучается отдельно.

### Великобритания
- Институт востоковедения Оксфордского университета

### Иран
- Центр по изучению таджикского языка при Тегеранском университете

### Россия

#### Москва
- Кафедра иранской филологии в филологическом отделении Института стран Азии и Африки МГУ
- Кафедра стран Центральной Азии и Кавказа в кафедре комплексного обучения Института стран Азии и Африки МГУ
- Центр по изучению Центральной Азии и Кавказа в исследовательском центре Института стран Азии и Африки МГУ
- Центр таджикского языка и культуры при Московском государственном лингвистическом университете в Москве
- Центр изучения Центральной Азии, Кавказа и Урало-Поволжья в Институте востоковедения РАН
- Отдел языков Азии Института востоковедения РАН

#### Санкт-Петербург
- Кафедра иранской филологии Восточного факультета Санкт-Петербургского государственного университета
- Кафедра Центральной Азии и Кавказа в Восточном факультете Санкт-Петербургского государственного университета
- Отдел Центральной и Южной Азии Института восточных рукописей РАН

### США
- Институт востоковедения Чикагского университета

### Таджикистан

#### Душанбе
- Институт истории, археологии и этнографии имени Ахмада Дониша Академии наук Республики Таджикистан
- Институт языка, литературы востоковедения и письменного наследия имени Рудаки Академии наук Республики Таджикистан
- Центр таджиковедения Таджикского национального университета
- Центр таджиковедения Национальной библиотеки имени Фирдоуси

### Узбекистан

#### Бухара
- Кафедра межфакультетных языков в филологическом факультете Бухарского государственного университета

#### Самарканд
- Отделение таджикской филологии в филологическом факультете Самаркандского государственного университета

#### Ташкент
- Кафедра ирано-афганской филологии в факультете восточной филологии Ташкентского государственного института востоковедения